# Federação Colombiana de Atletismo
A Federação Colombiana de Atletismo (em castelhano:  Federación Colombiana de Atletismo) é a entidade responsável pela organização do atletismo na Colômbia.
Está filiada à IAAF, à Consudatle e ao Comitê Olímpico Colombiano.